# 650474 Chungchaocheng
650474 Chungchaocheng è un asteroide della fascia principale esterna. Scoperto nel 2008, presenta un'orbita caratterizzata da un semiasse maggiore pari a 3,139364 UA e da un'eccentricità di 0,073053, inclinata di 12,210748° rispetto all'eclittica.
È dedicato a Chung Chao Cheng, importante romanziere taiwanese.